# HRBL
HRBL‏ (ArfGAP with FG repeats 2) هوَ بروتين يُشَفر بواسطة جين HRBL في الإنسان.